# ZooParc Overloon
ZooParc Overloon is een dierentuin gelegen in het Noord-Brabantse dorp Overloon. Het park maakt deel uit van het recreatieconcern Libéma. ZooParc Overloon is lid van de Nederlandse Vereniging van Dierentuinen. Sinds 2003 beschikt het park over een dierentuinvergunning.

## Geschiedenis
Zoo Parc Overloon werd geopend op 21 april 2000, als uitbreiding op een botanische tuin die al sinds 1986 open was en beschikte over een bijzondere kruidencollectie. In het openingsjaar telde het park 15 dierverblijven voor voornamelijk kleinere diersoorten, alsook de Maidan, een doorloopverblijf met Aziatische herten, pelikanen en kraanvogels. Hoewel de dierentuin al sinds 2000 geopend was voor het publiek, vond de officiële openingsceremonie pas op 19 juni 2002 plaats. 
In 2003 werd het park aan de westzijde met 5 hectare uitgebreid, waardoor ruimte ontstond voor grotere diersoorten. Vanaf 2004 werd het park uitgebreid met kamelen en Maleise tapirs (2004); cheeta's, rendieren, Japanse bosgemzen, vicuña's en een ibisvolière (2006); reuzenmiereneters en een volière voor chinaparkieten en  himalayaglansfazanten (2008); Afrikaanse wilde honden en gewone zeehonden (2011); ouessantschapen en belugasteuren (2012) en kookaburra's, roodhandtamarins en witgezichtsaki's (2013). 
In 2014 werd het terrein van de botanische tuin afgestoten aan de gemeente voor woningbouw, in ruil voor uitbreidingsgronden aan de noordwestelijke zijde van de dierentuin. Op 26 januari 2015 werd het moederbedrijf van ZooParc Overloon failliet verklaard, waarna de dierentuin werd overgenomen door Libéma.
Onder de vlag van de nieuwe eigenaar werd het park in 2015 uitgebreid met nieuwe verblijven voor rode panda's, zwartvoetpinguïns en tijgers. De Maidan werd omgevormd tot een Australisch doorloopgebied met verschillende soorten kangoeroes, als opmaat voor een toekomstige indeling in themagebieden. In 2016 kwamen er leeuwen, dromedarissen en emoes naar het park, en in 2017 werd het rendierverblijf omgevormd tot een vlakte voor Netgiraffen en brazzameerkatten. In 2018 volgde een volière voor gieren en in 2019 een Madagaskargebied met Madagaskargebied met diverse halfapen en fossa's. 
In 2020 werd het compleet nieuwe Zuid-Amerikaanse themagebied Madidi geopend met een volière voor Chileense flamingo's en andere vogels. Het daaropvolgende jaar werd de tweede fase van deze zone afgerond met een tropische kas met daarin onder andere luiaards, tamandoea's, brilkaaimannen, piranha's, boa constrictors en witgezichtsaki's. Buiten deze kas kwamen verblijven voor boshonden, reuzenmiereneters en capibara's. In 2023 en 2024 werd Madidi verder uitgebreid met respectievelijk een volière voor zwarte brulapen en een nieuw verblijf voor de krabbenetende wasberen. 
In 2022 namen struisvogels en mhorrgazellen hun intrek in het park en kwamen er nieuwe verblijven voor de Afrikaanse wilde honden en de stokstaartjes. In 2024 werden nevelpanters aan de collectie toegevoegd. In 2025 opende het Centraal-Afrikaanse themagebied Ngyuwe, met nieuwe binnen- en buitenverblijven voor onder andere okapi's, geelrugduikers, drillen, penseelzwijnen, dwergnijlpaarden en Afrikaanse vogels. 

## Plaatsbeschrijving
Het park is anno 2025 ingedeeld in de volgende themagebieden:
- Headquarter: De zone rond de ingang van ZooParc Overloon, met daarvoor een verblijf met kleinklauwotters en rode panda's.
- Boulders Beach:  Een doorloopverblijf met zwartvoetpinguïns.
- Outback: Een Australisch doorloopgebied met rode reuzenkangoeroes en wallaby's. Aan de overkant van de wandelroute ligt een perk voor dromedarissen.
- Jangalee: Een Aziatische zone met onder andere verblijven voor nevelpanters en tijgers.
- Ngorongoro: Een gebied voor diersoorten uit de Afrikaanse savannes. Er bevindt zich onder andere een grote vlakte met netgiraffen en brazzameerkatten, een verblijf voor mhorrgazellen en struisvogels, een volière voor witkopgieren en kroonkraanvogels en verblijven voor leeuwen, cheeta's, stokstaartjes en Afrikaanse wilde honden.
- Itampolo: Een Madagaskargebied met daarin een bezoekbaar eiland voor ringstaartmaki's en vari's. Daarnaast zijn er aparte verblijven voor alaotrabamboemaki's en fossa's.
- Ngyuwe: Een Centraal-Afrikaans themagebied. Het bevat een verblijf met bijbehorend gebouw voor okapi's, een volière met geelrugduikers en verschillende Afrikaanse vogels, een combinatieverblijf met drillen, brazzameerkatten en penseelzwijnen en een tropische kas met binnenverblijven voor dwergnijlpaarden, een nachtdierenverblijf met senegalgalago's en kwaststaartstekelvarkens en enkele terraria.
- Madidi: Een Zuid-Amerikaans themagebied. Er is een doorloopvolière voor Chileense flamingo's, kuifhoenderkoeten, puna-ibissen, kaneeltalingen en witwangfluiteenden. De route door de volière leidt naar een tropische kas waar verschillende dieren hun (binnen)verblijf hebben, waaronder witgezichtsaki's, gouden leeuwaapjes, tweevingerige luiaards, tamandoea's, brilkaaimannen, piranha's, boa constrictors en reuzenmiereneters. In het buitengebied zijn verder nog krabbenetende wasberen, capibara's, boshonden, zwarte brulapen en nandoes te vinden.

## Dierencollectie
Hier volgt een lijst met diersoorten die anno 2025 in het park te zien zijn:

### Zoogdieren

#### Buideldieren
- Bennettwallaby (Notamacropus rufogriseus)
- Moeraswallaby (Wallabia bicolor)
- Rode reuzenkangoeroe (Osphranter rufus)

#### Tandarmen
- Tweevingerige luiaard (Choloepus didactylus)
- Reuzenmiereneter (Myrmecophaga tridactyla)
- Zuidelijke tamandoea (Tamandua tetradactyla)

#### Knaagdieren
- Afrikaans kwaststaartstekelvarken (Atherurus africanus)
- Azara's agoeti (Dasyprocta azarae)
- Capibara (Hydrochoerus hydrochaeris)

#### Primaten
- Alaotrabamboemaki (Hapalemur alaotrensis)
- Dril (Mandrillus leucophaeus)
- Brazzameerkat (Cercopithecus neglectus)
- Geelborstkapucijnaap (Sapajus xanthosternos)

- Gouden leeuwaapje (Leontopithecus rosalia)
- Ringstaartmaki (Lemur catta)
- Rode titi (Plecturocebus cupreus)
- Rode vari (Varecia rubra)

- Senegalgalago (Galago senegalensis)
- Witgezichtsaki (Pithecia pithecia)
- Zwarte brulaap (Alouatta caraya)
- Zwarte slingeraap (Ateles paniscus)

#### Roofdieren
- Afrikaanse leeuw (Panthera leo)
- Afrikaanse wilde hond (Lycaon pictus)
- Aziatische kleinklauwotter (Aonyx cinerea)
- Boshond (Speothos venaticus)

- Cheeta (Acinonyx jubatus)
- Fossa (Cryptoprocta ferox)
- Krabbenetende wasbeer (Procyon cancrivorus)
- Nevelpanter (Neofelis nebulosa)

- Rode panda (Ailurus fulgens)
- Siberische tijger (Panthera tigris altaica)
- Stokstaartje (Suricata suricatta)

#### Hoefdieren
- Dromedaris (Camelus dromedarius)
- Dwerggeit (Capra hircus)
- Dwergnijlpaard (Choeropsis liberiensis)
- Dwergzeboe (Bos indicus)
- Geelrugduiker (Cephalophus silvicultor)

- Kameel (Camelus bactrianus)
- Kirks dikdik (Madoqua kirkii)
- Mhorrgazelle (Nanger dama mhorr)
- Netgiraffe (Giraffa camelopardalis reticulata)
- Okapi (Okapia johnstoni)

- Penseelzwijn (Potamochoerus porcus)
- Sitatoenga (Tragelaphus spekii)
- Vicuña (Vicugna vicugna)
- Zuid-Amerikaanse tapir (Tapirus terrestris)

### Vogels
- Afrikaanse lepelaar (Platalea alba)
- Afrikaanse nimmerzat (Mycteria ibis)
- Chileense flamingo (Phoenicopterus chilensis)
- Darwins nandoe (Rhea pennata)
- Grijsvleugeltrompetvogel (Psophia crepitans)
- Grijze kroonkraanvogel (Balearica regulorum)

- Hamerkop (Scopus umbretta)
- Kaneeltaling (Spatula cyanoptera)
- Kroeskoppelikaan (Pelecanus crispus)
- Kuifhoenderkoet (Chauna torquata)
- Marmertaling (Marmaronetta angustirostris)
- Puna-ibis (Plegadis ridgwayi)

- Struisvogel (Struthio camelus)
- Violette toerako (Tauraco violaceus)
- Vorkstaartscharrelaar (Coracias caudatus)
- Witkopgier (Trigonoceps occipitalis)
- Witwangfluiteend (Dendrocygna viduata)
- Zwartvoetpinguïn (Spheniscus demersus)

### Reptielen
- Boa constrictor (Boa constrictor)
- Brilkaaiman (Caiman crocodilus)
- Griekse landschildpad (Testudo hermanni)

- Egyptische landschildpad (Testudo kleinmanni)
- Kolenbranderschildpad (Chelonoidis carbonarius)

- Moorse landschildpad (Testudo graeca)
- Williams dwerggekko (Lygodactylus williamsi)

### Amfibieën
- Afrikaanse stierkikker (Pyxicephalus adspersus)
- Tobagobeekkikker (Mannophryne olmonae)

### Vissen
- Koikarper (Cyprinus carpio)
- Roodbuikpiranha (Pygocentrus nattereri)

### Ongewervelden
- Keizerschorpioen (Pandinus imperator)
- Krulhaarvogelspin (Tliltocatl albopilosum)

## Fokprogramma's
Het park neemt deel aan meerdere internationale fokprogramma's en coördineert en beheert de EEP-stamboeken voor de witgezichtsaki en de Von der Deckens tok.

## Galerij van in het park gehouden dieren

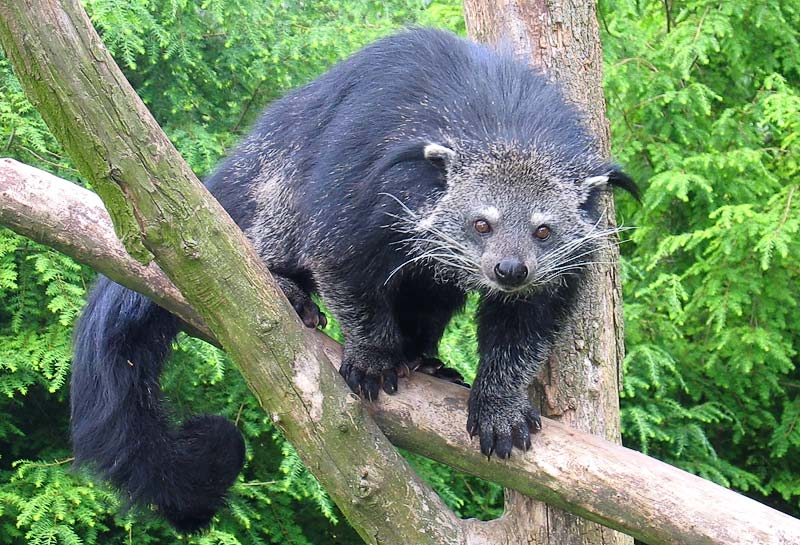
Beermarter
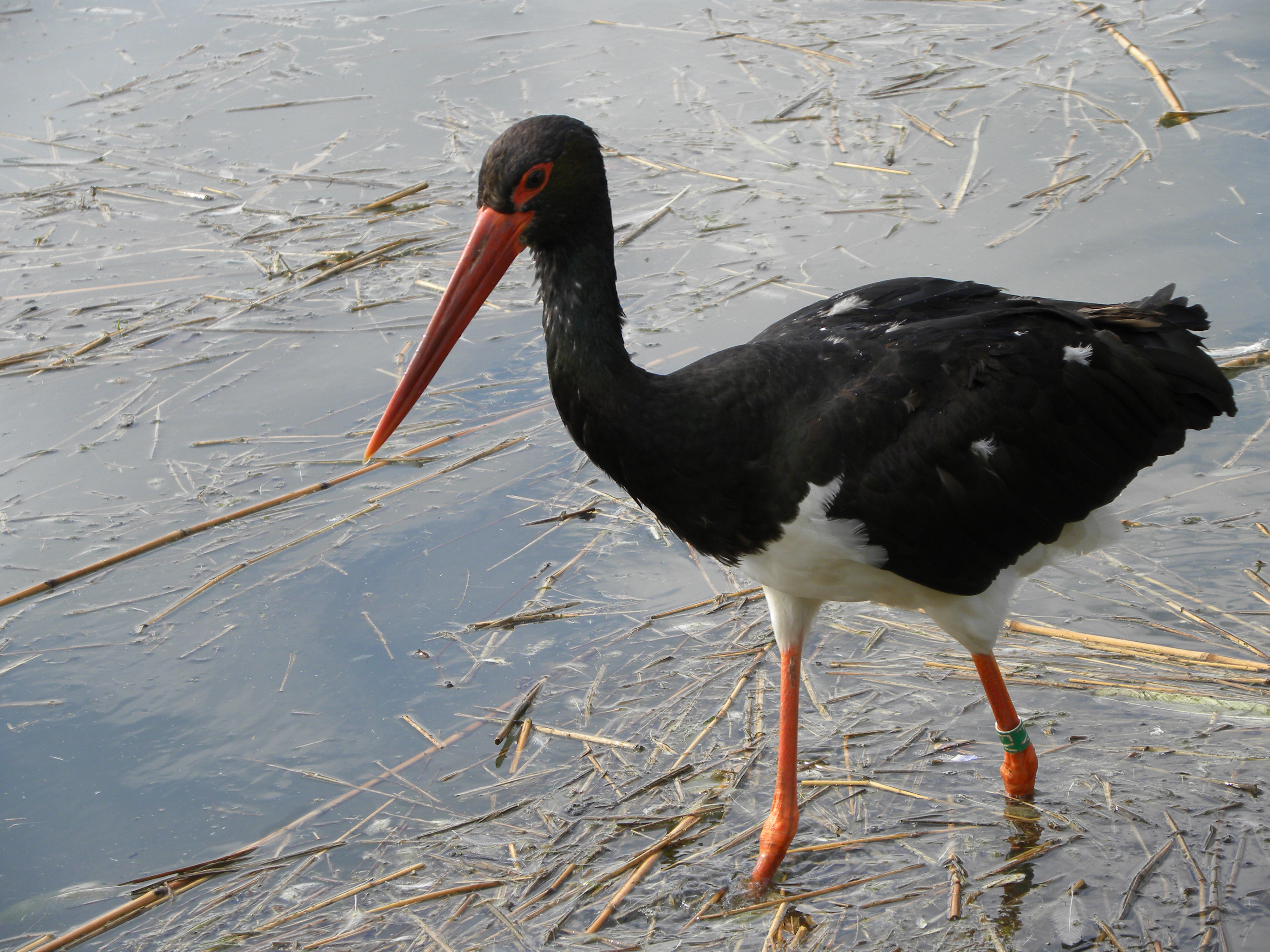
Zwarte ooievaar
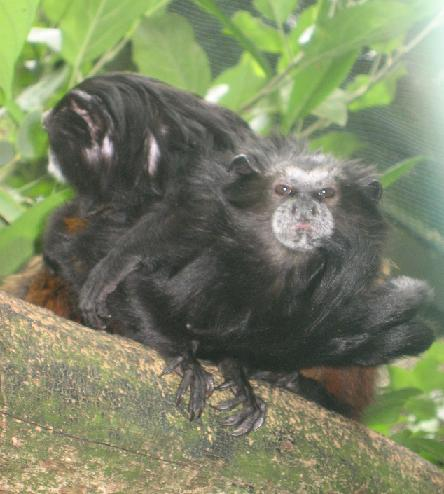
Zadelrugtamarin
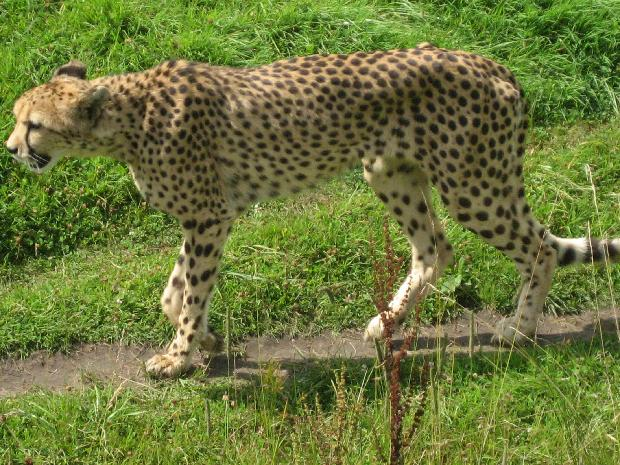
Cheeta
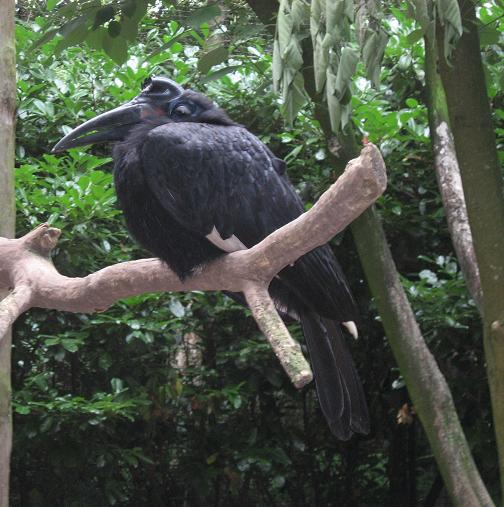
Noordelijke hoornraaf
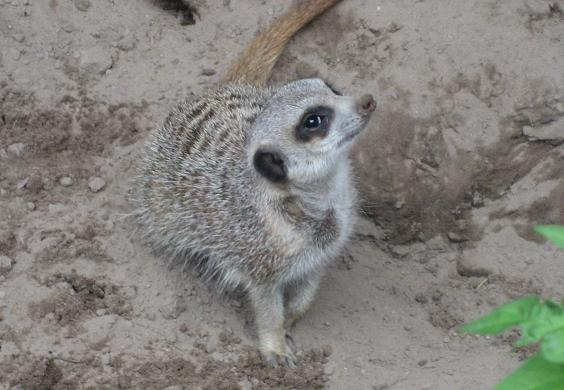
Stokstaartje
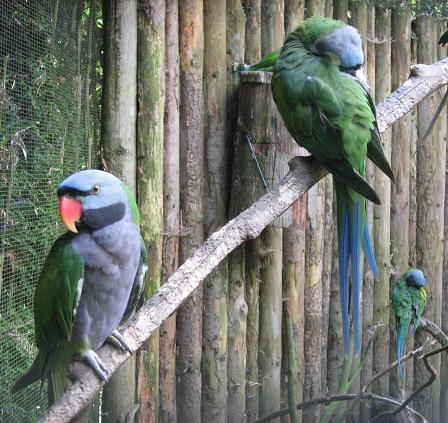
Chinaparkiet
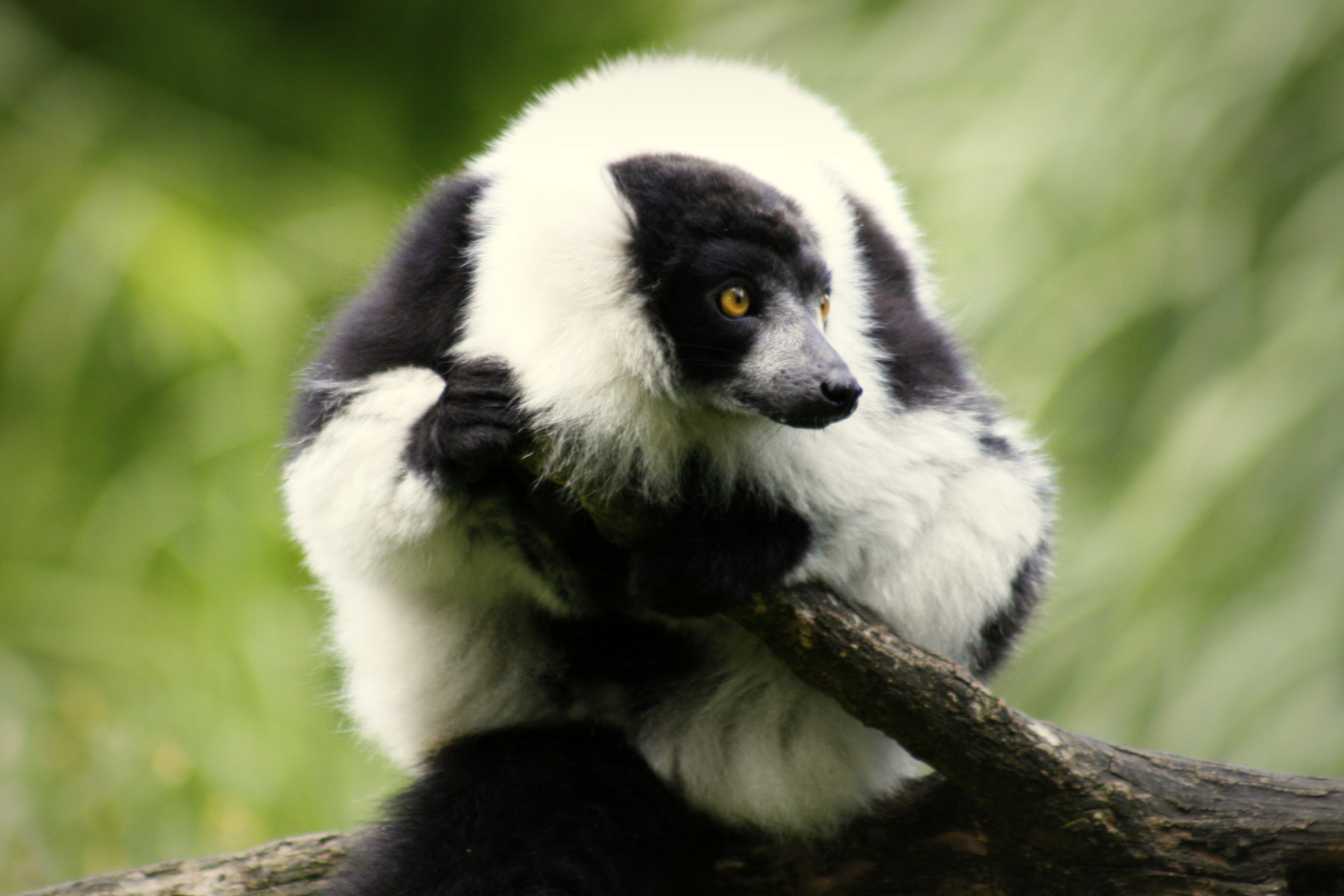
Zwart-witte vari
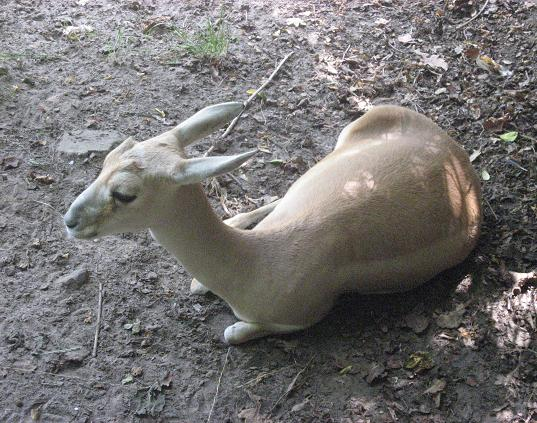
Kropgazelle